# Нарасіно

35°40′51″ пн. ш. 140°1′36″ сх. д. / 35.68083° пн. ш. 140.02667° сх. д.
Нарасі́но (яп. 習志野市, ならしのし, МФА: [naɾaɕino ɕi̥]) — місто в Японії, в префектурі Тіба.

## Короткі відомості
Розташоване в північно-західній частині префектури, на північному березі Токійської затоки. Виникло на основі декількох сільських поселень раннього нового часу. В часи існування Японської імперії в місті розташовувалися тренувальна база Імперської армії, табір для військовополонених у японсько-російській та Першій світовій війнах, військовий шпиталь та інші армійські споруди. Основою економіки є сільське господарство, важка хімічна промисловість, комерція. Станом на 1 жовтня 2008 площа міста становила 20,99 км². Станом на 1 січня 2009 населення міста становило 160 379 осіб.

## Міста-побратими
- Таскалуса, США (1986)